# Myopias nops
Myopias nops är en myrart som beskrevs av Willey och Brown 1983. Myopias nops ingår i släktet Myopias och familjen myror. Inga underarter finns listade i Catalogue of Life.